# Kuhlenkamp
Kuhlenkamp ist ein Ortsteil der Gemeinde Asendorf im niedersächsischen Landkreis Diepholz.

## Geographie und Verkehrsanbindung
Der Ort liegt südwestlich des Kernortes Asendorf an der Kreisstraße K 15. Durch den Ort fließt die Kuhlenkamper Beeke, ein Nebenfluss der Siede. Östlich des Ortes verläuft die B 6.

## Sehenswürdigkeiten
In der Liste der Baudenkmale in Asendorf sind für Kuhlenkamp zwei Baudenkmale aufgeführt:
- der Speicher Kuhlenkamp 9 in Fachwerk
- der Speicher Vor den Bahlen 4 in Fachwerk